# Just Got Lucky
Just Got Lucky (с англ. — «Просто повезло») — сингл американской хеви-метал-группы Dokken, выпущенный 19 ноября 1984 года лейблом Elektra.

## О сингле
Песня достигла пика на 27-м месте в Billboard.
Видеоклип был снят на Гавайях. Во время съемок развивалась сейсмическая активность и начал подаваться пар, что затрудняло дыхание Джорджу Линчу. Также он добавил, что чувствовал жар через обувь. Но тем не менее, Линч продолжал играть гитарное соло. 
Ночью группа и съёмочная команда была предупреждена о том, что нужно немедленно уйти. 
Все были в самолете, когда позже взорвался вулкан, и съёмочная группа провела около часа, обводя извержение для получения дополнительных кадров.

## Треклист
| №  | Название         | Длительность |
| -- | ---------------- | ------------ |
| 1. | «Just Got Lucky» | 4:35         |

| №                   | Название                | Длительность |
| ------------------- | ----------------------- | ------------ |
| 1.                  | «Don’t Close Your Eyes» | 4:06         |
| Общая длительность: | Общая длительность:     | 8:41         |

## Участники записи
Dokken
- Дон Доккен — вокал
- Джордж Линч — гитара
- Джефф Пилсон — бас-гитара, синтезатор, бэк-вокал
- Мик Браун — ударные

Технический персонал
- Том Верман и Рой Томас Бейкер — продюсеры

## Позиция в чартах
| Чарт (1984)                | Позиция |
| -------------------------- | ------- |
| Hot Mainstream Rock Tracks | 27      |